# Tobias Frere-Jones

Des polices créées par Tobias Frere-Jones.

Tobias Frere-Jones, né Tobias Edgar Mallory Jones en 1970 est un créateur de caractères de New York.

## Biographie
Diplômé en 1992 de l'école de design de Rhode Island, Frere-Jones travaille tout d'abord à Boston, chez Font Bureau. Il y reste sept ans et y crée nombre de polices de caractères, parmi lesquelles Interstate et Poynter Oldstyle & Gothic. En 1999, il quitte Font Bureau pour retourner à New York et travailler avec Jonathan Hoefler. Leur fonderie, Hoefler & Frere-Jones (en), a compté parmi ses clients The Wall Street Journal, Martha Stewart Living (en), Nike, Pentagram (en), GQ, Esquire magazine, The New Times, Business 2.0 et The New York Times Magazine.
Frere-Jones a dessiné plus de 700 polices, soit à la demande d'un client, soit en les destinant à la vente ou dans un but expérimental. Parmi ses clients on remarque le Boston Globe, le New York Times, le Cooper-Hewitt National Design Museum, le Whitney Museum, l'American Institute of Graphic Arts Journal et Neville Brody.
Son travail a bénéficié de publications dans les magazines HOW (en), ID, Page, Print (en), Eye ou Graphis et fait partie de la collection permanente du Victoria & Albert Museum à Londres. En 2006, Frere-Jones a reçu le prix Gerrit Noordzij.
En 2014, il quitte la société qu'il avait fondée avec Hoefler.

### Enseignement
Frere-Jones enseigne depuis 1996 à la Yale School of Art, notamment en compagnie de Matthew Carter.
Il est intervenu à l'école de design de Rhode Island, à l'institut Pratt, au Royal College of Art et à la Universidad de las Americas (en).

## Caractères
- Armada, 1987–1994
- Dolores, 1990
- Hightower Text, 1990–1994
- Nobel (en), 1991–1993
- Garage Gothic, 1992
- Cassandra, 1992
- Pythagoras, 1992
- Proxy, 1992
- Zoetrope, 1992
- Horizon, 1992
- Archipelago, 1992–1998
- Vitriol, 1992–1994
- Cafeteria, 1993
- Epitaph, 1993
- Nixie, 1993
- Reiner Script, 1993
- Stereo, 1993
- Chainletter, 1993–1994
- Reactor, 1993–1996
- Interstate (en), 1993–1999
- Fibonacci, 1994
- Sum Of The Parts, 1994
- Rietveld, 1994
- Supermodel, 1994
- Niagara, 1994
- Asphalt, 1995
- Benton Sans (en), 1995
- Citadel, 1995
- Microphone, 1995
- Pilsner, 1995
- Poynter Oldstyle, 1996–1997
- Poynter Gothic, 1997
- Griffith Gothic, 1997–2000
- Whitney, 1996–2004
- Numbers (avec Jonathan Hoefler), 1997–2006
- Phemister, 1997
- Grand Central, 1998
- Welo Script, 1998
- Mercury Text (avec Jonathan Hoefler), 1999
- Vitesse (avec Jonathan Hoefler), 2000
- Landmark (avec Jonathan Hoefler), 2000–2012
- Evolution (avec Jonathan Hoefler), 2000
- Retina, 2000
- Nitro, 2001
- Surveyor (en), 2001
- Archer (avec Jonathan Hoefler), 2001
- Gotham, 2000–2009
- Idlewild, 2002–12
- Exchange, 2002
- Monarch, 2003
- Dulcet, 2003
- Tungsten, 2004–12
- Argosy, 2004
- Gotham Rounded, 2005